# Corinthian-Casuals F.C.
Corinthian-Casuals FC là một câu lạc bộ bóng đá có trụ sở tại Tolworth, Quận Hoàng gia Kingston, Anh. Trực thuộc London Football Association, đội bóng hiện thi đấu tại Isthmian League South Central Division và có sân nhà ở King George's Field.

## Danh hiệu
- Spartan League
  - Nhà vô địch Senior Division mùa giải 1985–86
  - Nhà vô địch League Cup mùa giải 1994–95
- Surrey Senior Cup
  - Nhà vô địch các mùa giải 1953–54, 2010–11
- Victory Cup
  - Nhà vô địch mùa giải 1966–67[2]
- Egri Erbstein Tournament
  - Nhà vô địch mùa giải 2019

## Thống kê
- Thành tích tốt nhất tại hạng đấu: Hạng 5 tại Isthmian League các mùa giải 1953–54, 1959–60[3]
- Thành tích tốt nhất tại FA Cup: Vòng một các mùa giải 1965–66, 1983–84[3]
- Thành tích tốt nhất tại FA Amateur Cup: Vòng chung kết mùa giải 1955–56[3]
- Thành tích tốt nhất tại FA Trophy: Vòng hai mùa giải 2002–03[3]
- Thành tích tốt nhất tại FA Vase: Vòng năm mùa giải 1983–84[3]
- Cầu thủ ra sân nhiều nhất: Simon Shergold, 526 lần[4]
- Cầu thủ ghi bàn nhiều nhất: Cliff West, 215 bàn[4]